# Bouvron, Loire-Atlantique

Bouvron este o comună în departamentul Loire-Atlantique, Franța. În 2009 avea o populație de 2,810 de locuitori.